# Heteroligus meles
Heteroligus meles är en skalbaggsart som beskrevs av Gustaf Johan Billberg 1815. Heteroligus meles ingår i släktet Heteroligus och familjen Dynastidae. Inga underarter finns listade i Catalogue of Life.